# 율전초등학교 (강원)
율전초등학교는 대한민국 강원특별자치도 홍천군에 있는 공립 초등학교이다.

## 학교 연혁
- 1937년 9월 30일: 창촌공립보통학교 부설 율전간이학교 설립
- 1944년 4월 30일: 율전국민학교 승격 개교
- 1950년 4월 1일: 문암분교장 개교
- 1953년 4월 1일: 광문분교장 개교
- 1968년 3월 2일: 성내분교장 개교
- 1994년 2월 28일: 성내분교장 통합
- 1996년 3월 1일: 율전초등학교로 개칭
- 1997년 3월 1일: 문암분교장 통합
- 1999년 9월 1일: 광문분교장 통합
- 2012년 3월 2일: 방내분교장 통합

## 참고 자료
- 율전초등학교 - 한국교육학술정보원 학교알리미